# داني بيريز راميريز
داني بيريز راميريز (بالإنجليزية: Danny Perez Ramírez)‏ مواليد 4 يناير 1977 في فينتورا، هو ملاكم محترف أمريكي يصنف ضمن فئة الوزن المتوسط.

## إحصائيات
خاض خلال مسيرته 42 نزالا، فاز في 34 ولم يتعادل وخسر في 8. فاز بالضربة القاضية في 17 نزالا.

## روابط خارجية
- داني بيريز راميريز على موقع بوكس ريك (الإنجليزية) (registration required)